# Spiral-trädgrönelav
Spiral-trädgrönelav (Scoliciosporum sarothamni) är en lavart som först beskrevs av Vain., och fick sitt nu gällande namn av Vezda. Spiral-trädgrönelav ingår i släktet Scoliciosporum och familjen Scoliciosporaceae.  Arten är reproducerande i Sverige. Inga underarter finns listade i Catalogue of Life.